# Grégory Wathelet
Grégory Wathelet (né le 10 septembre 1980) est un cavalier belge qui participe aux compétitions de saut d'obstacles. Il est médaille de bronze par équipes de cette discipline aux  d'été de 2020.

## Biographie
Il débute l'équitation en amateur, avant de décider d'en faire son activité professionnelle après avoir obtenu un diplôme du secondaire. Il connaît cependant des difficultés pour accéder au haut niveau.
Il accepte alors une proposition de financement du milliardaire ukrainien Alexander Onyshchenko, en échange de compétitions sous les couleurs ukrainiennes. Ce choix lui permet de progresser jusqu'au dixième rang mondial de la discipline du saut d'obstacles. Il se sépare d'Onyshchenko à l'amiable en 2007.
Grégory Wathelet tient un élevage appelé l'Élevage de la Marchette à Borsu, en Belgique. Les origines de son élevage remontent au début des années 1990. À l’époque, il s’agissait d’une occupation marginale pour son père à côté de son activité d’agriculteur. Les réels débuts de son élevage remontent à 1993, avec Just In Time.
En 2016, il reprend les terres de son père, pour s'installer à son compte. En 2022, il est à la tête d'une PME qui emploi quinze personnes à Clavier, et fait deux millions d'euros de chiffre d'affaires annuel.

## Palmarès
Il est considéré en 2022 comme le cavalier belge de saut d'obstacles le plus régulier et le plus performant. Il est porte-drapeau de la délégation belge lors de la cérémonie de clôture des Jeux olympiques d'été de 2020,.
- 2012 : Aux Jeux olympiques de Londres à Londres, il a été membre de l'équipe belge dans l'équipe de saut qui a terminé en treizième place[5].

- 2021 : Médaille de bronze de saut d'obstacles par équipes aux Jeux olympiques de Tokyo, avec Nevados S[6].

## Chevaux
Nevados S est l'un de ses meilleurs chevaux. Grégory Wathelet le préserve en vue d'une participation aux Jeux olympiques d'été de 2024 à Paris, durant lesquels il sera âgé de 16 ans.